# Соран Эфесский

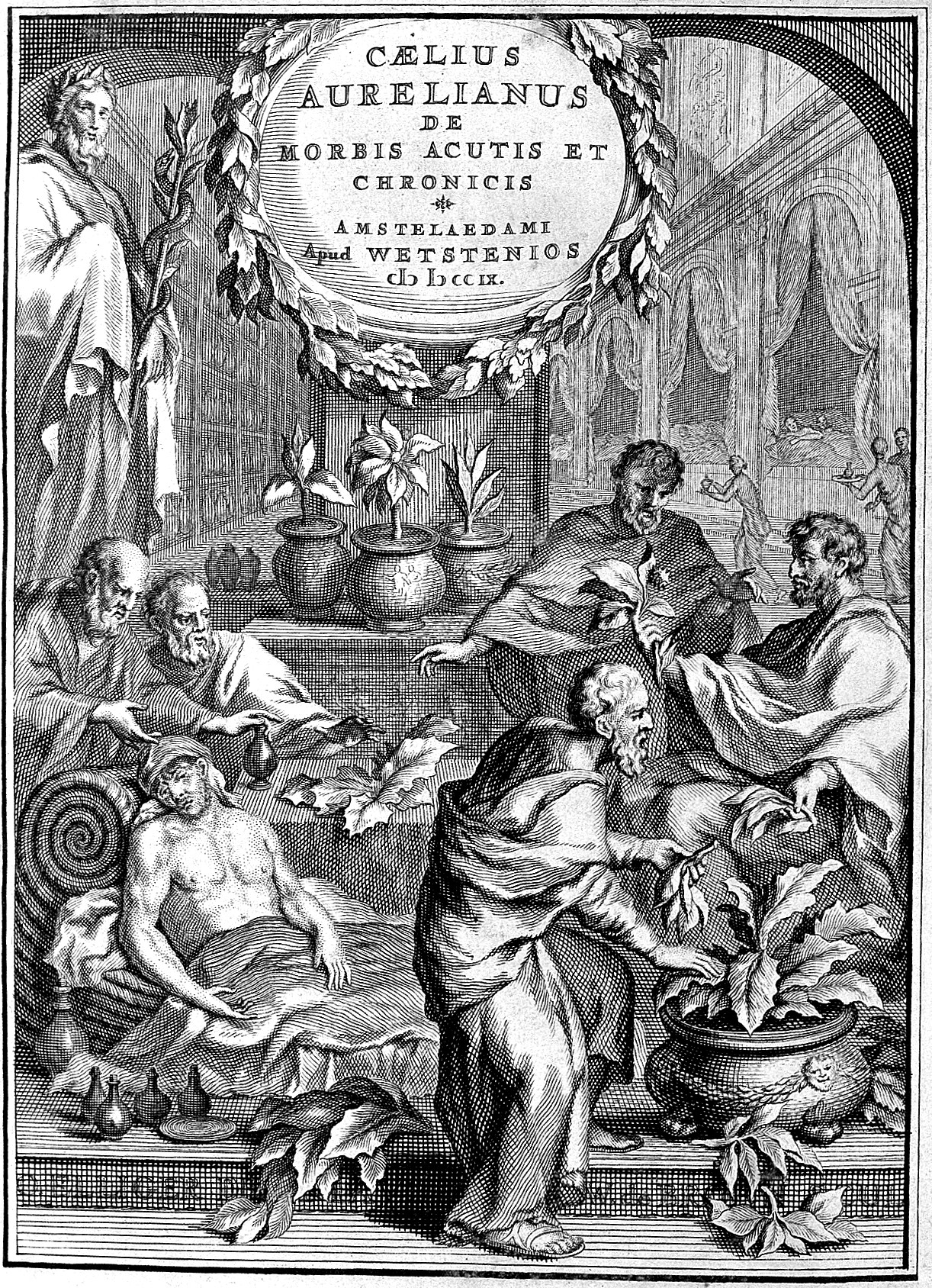
Титульная страница перевода Целия Аврелиана De morbis acutis & chronicis libri VIII. Amstelaedami : ex officina Wetsteniana, 1722

Сора́н Эфе́сский (др.-греч. Σωρανός ὁ Ἑφέσιος, лат. Soranus; родился в 98 году, Эфес, провинция Азия — умер около 138 года) — древнегреческий врач, работавший в Риме.
Представитель методической школы, основанной Асклепиадом. Внёс фундаментальный вклад в развитие акушерства и гинекологии, предпринял первые попытки дифференциального диагноза.

## Биография
Родился в Эфесе, изучал медицину в Александрии, практиковал в Риме в период правления Траяна и Адриана.

## Труды
Главным трудом Сорана считается его сочинение «О женских болезнях» (Gynekaia), которое оставалось основным источником по акушерству, гинекологии и педиатрии до XVII в. Описал способы контрацепции и прерывания беременности, комплекс ранних признаков беременности и её течения, способы ухода за грудными детьми и принципы педиатрии.
Сораном был написан и ряд других трудов: «Об острых и хронических болезнях» (было переведено в V в. на латынь Целием Аврелианом (лат. De morbis acutis & chronicis)), «О переломах» (греч. περί σημείιων καταγμάτων), «О повязках» и др. Особенно выдающейся считается деятельность Сорана в области психиатрии. В одной из своих работ он описывает психические заболевания и рассказывает о способах лечения: предлагает воздействовать на больных спокойными разговорами, гимнастикой, побуждать их к умственной деятельности и даже ораторским выступлениям. Соран полемизирует с другими авторами, которые предлагают варварские способы терапии: запирание в тёмном помещении, связывание, избиение, лечение спиртными напитками и громкой музыкой.
В своих трудах широко ссылался на Гиппократа и написал его биографию.

## Тексты и переводы
- В серии «Collection Budé» (греческий текст и французский перевод) издано сочинение «О женских болезнях» (фр. Maladies des femmes) в 4 томах, перевод, комментарий и подготовка текста Поля Бюргьера и Даниэль Гуревич.